# Riu Colorado (Argentina)

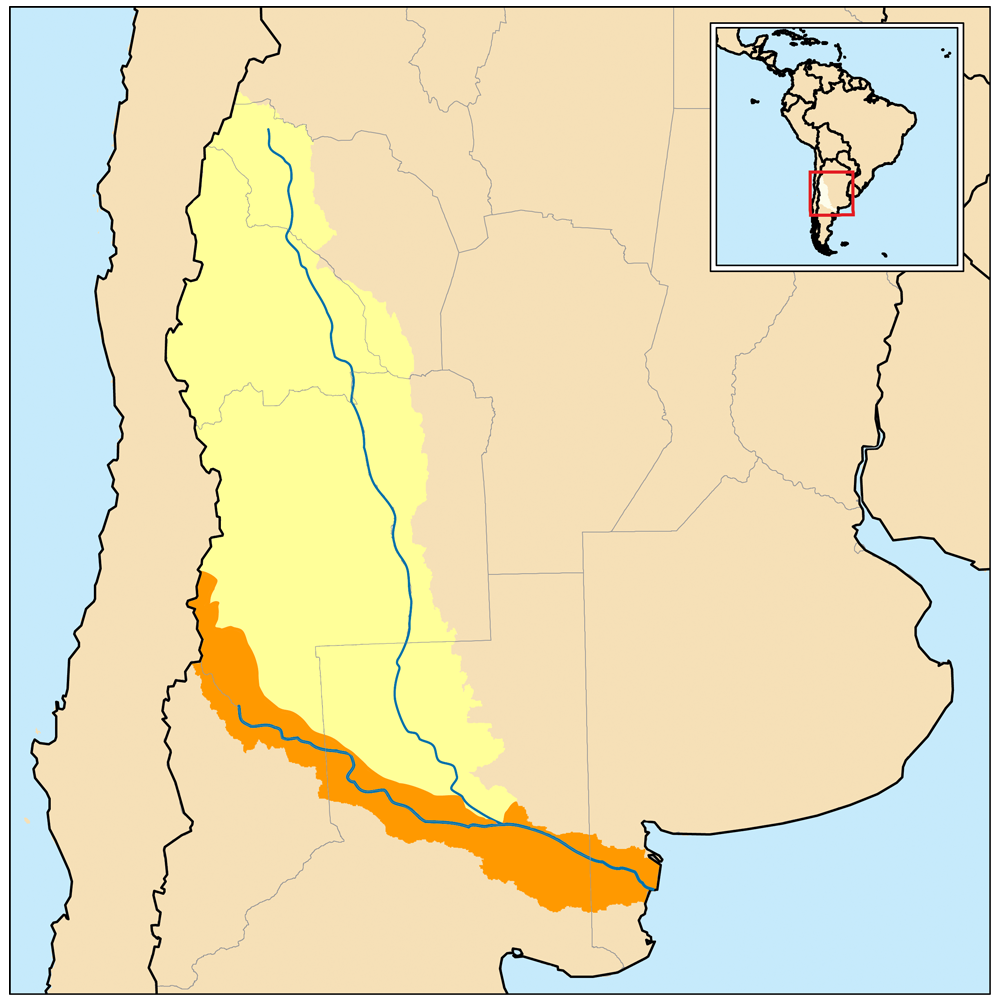
Conca del riu Colorado, en color taronja. La zona de color groc correspon a la conca del riu Desaguadero que havia estat afluent del Colorado però que actualment és endorreic

El riu Colorado és un riu que travessa l'Argentina d'Oest a Est i que separa les grans regions de la Pampa, al Nord, i la Patagònia, al Sud.
El Colorado neix a les faldes occidentals dels Andes, amb l'aiguabarreig dels rius Barrancas i Grande, discorre per 1.114 km i es desfà en diversos braços que arriben a la mar Argentina conformant un delta a l'extrem sud de la província de Buenos Aires.
La seva conca abasta una superfície de 47.460 km² que s'estén per les províncies de Mendoza, Neuquén, Río Negro, La Pampa i Buenos Aires. No té afluents importants. Antigament, rebia les aigües del riu Desaguadero que li arribava pel marge esquerre però, des de mitjans del segle xx, aquest esdevingué endorreic.
El seu cabal mitjà és d'uns 145 m³/s. A la primavera, amb el desglaç, s'arriba als 500 m³/s. Amb períodes d'uns deu anys sofreix crescudes excepcionals que arriben als 10.000 m³/s. El 1996 s'hi va inaugurar l'embassament Casa de Piedra, amb una superfície d'unes 36.000 ha, per a controlar les crescudes i generar energia hidroelèctrica. Des de 2012 funciona, a uns 300 km riu avall de l'embassament, la central hidroelèctrica Salto Andersen.